# Pfeffernuss

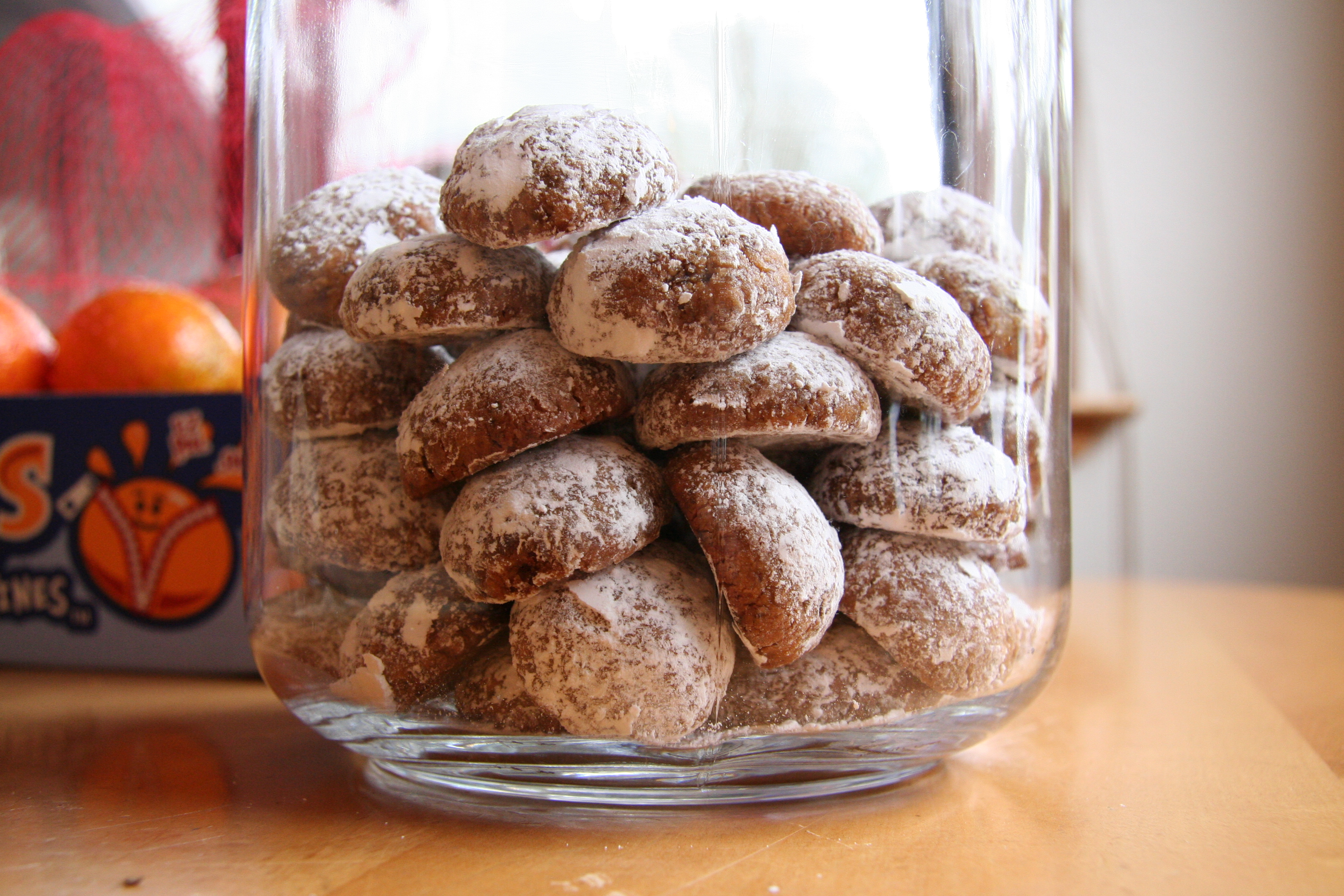
Pfeffernüsse in einem Glas

Die Pfeffernuss ist eine Gebäckspezialität. Die deutsche Küche kennt verschiedene Arten von Pfeffernüssen.

## Allgemein
In dem Gebäck ist meist kein Pfeffer enthalten, der Teig jedoch in der Regel würzig. Wie bei den Lebkuchen, die auch Pfefferkuchen genannt werden, geht die Bezeichnung wohl auf das Mittelalter zurück, als exotische Gewürze ganz allgemein als Pfeffer bezeichnet wurden.
Die Außenseite der Pfeffernüsse ist in der Regel mit einem weißen Zuckerguss versehen, die glatte Unterseite in neuerer Zeit oft mit einem zusätzlichen Schokoladenüberzug. Spezielle Pfeffernüsse sind auch mit rosa Zucker bestrichen oder sind zusätzlich mit zuckrigen Liebesperlen verziert.

## Regionale Besonderheiten

### Offenbacher Pfeffernüsse
Offenbach am Main war seit dem 18. Jahrhundert für seine Pfeffernüsse weltberühmt. Die Stadt wurde im Zusammenhang mit dem Gebäck in Lexika, Messekatalogen, Tagebüchern und Zeitschriften erwähnt. Das Land Hessen ließ bis 1980 bei Staatsempfängen Pfeffernüsse als hessische Spezialität servieren. Ab den 1980er Jahren gerieten sie zeitweise in Vergessenheit. Bei dem Gebäck handelt es sich um ein helles und weiches Plätzchen, das Gewürze wie Pfeffer, Muskat, Koriandersamen und Zimt enthält. Angeblich wurde das Rezept 1757 von dem Offenbacher Zuckerbäcker Philipp Fleischmann kreiert. Auch Goethe mochte das Gebäck. Seit 2014 ist es wieder erhältlich.

### Sonstige Gegenden
In Norddeutschland sind Pfeffernüsse ein halbkugeliges Gebäck von bis zu zwei Zentimetern Durchmesser und von fester Konsistenz. Parallel dazu werden dort zur Adventszeit auch die weichen Moppen angeboten, die auf einem lebkuchenartigen Teig basieren und mit einer Zuckergussglasur versehen sind.
In Süddeutschland wird der Teig mit Zitronat und Orangeat, oft auch Mandeln, hergestellt. Er muss über Nacht trocknen und hat nach dem Backen idealerweise ein schönes „Füßchen“. Die süddeutsche Backstube kennt die Pfeffernuss als Eiweißgebäck. Sie wird vor allem in der Adventszeit angeboten und gegessen.
In Sachsen sind es kleine, etwa drei Zentimeter messende, nicht überzogene Pfefferkuchen, die von einer Teigrolle abgeschnitten und gebacken werden. Dadurch erscheinen die Pfeffernüsse leicht eckig oder mit einer glatten Schnittkante. Sie sind relativ trocken und entfalten ihren unverwechselbaren Geschmack erst während das Kauens (siehe Pulsnitzer Pfefferkuchen).